# Agència Antidopatge dels Estats Units
L'Agència antidopatge dels Estats Units (USADA o United States Anti-Doping Agency en anglès) és una organització estatunidenca sense ànim de lucre per lluitar contra el dopatge en els Estats Units. L'organització és responsable de gestionar el programa antidopatge dels Estats Units en els Jocs Olímpics, Paralímpics, Panamericans i Parapanamericans. Els seus treballs inclouen proves en competició i fora de competició, la gestió dels resultats i el procés d'arbitratge, el subministrament de fàrmacs de referència, l'ús d'un procés d'exempció terapèutica, diverses iniciatives de recerca científica i l'educació i sensibilització dels atletes. USADA té la seu a Colorado Springs, a l'estat de Colorado.
USADA és signatària, i és responsable per l'execució als Estats Units del «Codi antidopatge mundial», àmpliament considerat com la base dels programes antidopatge més forts i més durs de l'esport. El 2001, l'agència va ser reconeguda pel Congrés dels Estats Units com «l'agència antidopatge oficial per als Jocs Olímpics, Panamericans i Paralímpics dels Estats Units».
Encara que USADA no sigui una entitat pública, tanmateix, l'agència és finançada en part per una subvenció federal a través de la ONDCP (Oficina de Política Nacional de Control de Drogues); el pressupost restant és generat pels contractes de serveis antidopatge de les organitzacions esportives, inclòs el Comitè Olímpic dels Estats Units. Els Estats Units també han ratificat la Convenció internacional de la UNESCO, el primer tractat mundial contra el dopatge en l'esport.